# التضحية (فلم 1986)
التضحية (بالسويدية: Offret) فيلم درامي سويدي لعام 1986 من تأليف وإخراج أندريه تاركوفسكي. بطولة إيرلاند جوزيفسون، وتدور أحداث الفيلم حول مفكر في منتصف العمر يحاول المساومة مع الله لوقف محرقة نووية وشيكة. كان فيلم «التضحية» ثالث أفلام تاركوفسكي كمغترب سوفيتي، بعد «نوستالجيا Nostalghia» والفيلم الوثائقي «رحلة في الوقت المناسب»، وكان أيضًا آخر أفلامه، حيث توفي بعد وقت قصير من اكتمال الفيلم. فاز الفيلم بالجائزة الكبرى في مهرجان كان السينمائي، كما فاز فيلم تاركوفسكي السابق «سولاريس Solaris» عام 1972.

## طاقم التمثيل
- إرلاند جوزيفسون: في دور الكسندر
- سوزان فليتوود: في دور أديلايد
- ألان إدوال: في دور أوتو
- جوران جسلاتوتر: في دور ماريا
- سفين وولتر: في دور فيكتور
- فاليري ميريس: في دور جوليا
- فيليبا فرانزين: في دور مارتا
- تومي كيلكفيست: في دور جوسين
- بير كالمان: في دور سائق سيارة إسعاف
- تومي نوردال: في دور سائق سيارة إسعاف[5]

## أحداث الفيلم
الكسندر ممثل وكاتب مسن، اعتزل التمثيل والكتابة. يتحدث الكسندر بشكل هزلي إلى صبي صغير يطلق عليه لقب «الرجل الصغير»، ويروي الكسندر كيف التقى بوالدة الرجل الصغير. تتجمع عائلة الكسندر بمناسبة عيد ميلاده، في كوخه الصغير في الأراضي الرعوية. تنتشرأخبار مرعبة عن طائرات نفاثة تحلق على ارتفاع منخفض، وتشير إلى بدء حرب نووية بين القوى العظمى.
تتشابك أحلام الكسندر مع العالم الحقيقي بطريقة ما، حيث انها تندمج في بعض المشاهد الحالمة، الطويلة، وغير منسقة بشكل مخيف. تحاول العائلة التأقلم، ويتعهد الكسندر لله في أحلامه بأنه «سيضحي» بكل ما يحبه من أجل إنقاذ هذا العالم من الكارثة التي تسببها الأسلحة النووية. يلتقى الكسندر، في أحلامه، برجل البريد أوتو، الذي يخبره أن يطلب مساعدة ماريا، الساحرة ذات القوى، وحبها فقط هو الذي يمكن أن يجلب السلام. يستيقظ الكسندر من حلمه ويقوم بأشياء مشابهة لما شاهده في أحلامه. يشعل النار في كوخه ويراقبه يحترق من بعيد. تصل عائلة الكسندر ويضعوه، في إشارة إلى أنه يعاني من مرض عقلي وأنهم ينقلوه إلى ملجأ. يركض الكسندر إلى الخادمة ماريا طلبًا للمساعدة. يظهر «الرجل الصغير» وهو يسقي الشجرة الميتة التي زرعها هو والكسندر، وينتظرو ازدهارها يومًا ما، بينما تدور ماريا وتصل لترى الشاحنة التي تحمل الإسكندر مرة أخرى، مشيرةً إلى أن «الرجل الصغير» هو طفل مولود من الحب بين ماريا والكسندر. يعتقد الكسندر ان عدم القدرة على الاعتراف بعلاقته مع ماريا للعالم قد يكون الذنب الذي يجعله «يضحي» بكل شيء.

## استقبال الفيلم
كتب روجر إيبرت: «الفيلم ليس من السهل مشاهدته، والجلوس أمامه طويل. ومع ذلك، يسطع فرح معين خلال الصعوبة».
كتبت ديسون هاو من صحيفة واشنطن بوست: «يتركنا تاركوفسكي نسبح في عالم الإسكندر الذاتي من هذه النقطة فصاعدًا. .. مجموعة من المتواليات التي تشبه الحلم، ينام مع إحدى خادماته وينقذ العالم. لكن الأسرة التي عاد إليها لم تولد من جديد. ليس لديه خيار سوى أن يصاب بالجنون».
منح موقع الطماطم الفاسدة الفيلم تقييم مقداره 86% بناء على آراء 42 ناقد سينمائي، وقال إجماع نفاد الموقع: «مثير للإعجاب من الناحية الرسمية، ومنجز بصريًا، ومكافئًا من الناحية السردية».

## الجوائز والتقدير
مهرجان كان السينمائي 1986: فاز الفيلم بالجائزة الكبرى، لثاني مرة.
الاتحاد الدولي للنقاد السينمائيين 1986: فاز بها لثالث مرة.
ترشح لجائزة السعفة الذهبية 1986: للمرة الثالثة.
فاز الفيلم بجائزة لجنة التحكيم المسكونية Prize of the Ecumenical Jury
جوائز غولدباغ Guldbagge Awards 1988: فاز الفيلم بجائزتي أفضل فيلم وأفضل ممثل (إيرلاند جوزيفسون).
جوائز الأكاديمية البريطانية للأفلام (بافتا) 1988: فاز بجائزة أفضل فيلم بلغة اجنبية.
اختير الفيلم ليكون المدخل السويدي لأفضل فيلم بلغة أجنبية في حفل توزيع جوائز الأوسكار التاسع والخمسين 1987، ولكن لم يتم قبوله كمرشح.

## روابط خارجية
- مقالات تستعمل روابط فنية بلا صلة مع ويكي بيانات

التضحية (فيلم 1986) على موقع قاعدة الأفلام السويدية
التضحية (فيلم 1986)